# Галина Арчакова
Галина Арчакова ( Белорусија; рођена 11. новембра 1939, Хабаровск) је совјетска и белоруска шахисткиња. Она је деветоструки победник Шаховског првенства Белорусије за жене (1958, 1960, 1961, 1962, 1963, 1964, 1966, 1968, 1972).

## Биографија
У 1960.им годинама, Галина Арчакова је била један од водећих шахиста у Белорусији. Она је освојила Шаховско првенство Белорусије за жене девет пута. Три пута је учествовала у финалу Првенство Совјетског Савеза у шаху за жене (1962 (децембар), 1965, 1966), где је најбољи резултат остварен 1966. године, када је поделила од11-14 места. Шест пута је представљала тим Белоруске ССР на Совјетском екипном шаховском првенству (1958-1963, 1972), где је у 1962. години заузела друго место у појединачном такмичењу, а у 1963. години, је била трећа и у екипном и у појединачном пласману. У 1969. години Галина Арчакова добила титулу мајстор спорта Совјетског Савеза. Она је такође позната и као шаховски тренер и судија националне категорије у шаху.
У 1961. години, Галина Арчакова је дипломирала на Белоруском Политехничком институту (сада Белоруски Национални Технички Универзитет). Од 1963. до 1994. је радила у Централном научно-истраживачком институту за Интегрисано коришћење водних ресурса, и била је водећи истраживач. Она има објављене научне публикације.